# Zlatari (Bośnia i Hercegowina)
Zlatari (cyr. Златари) – wieś w Bośni i Hercegowinie, w Republice Serbskiej, w gminie Rudo. W 2013 roku liczyła 66 mieszkańców.